# L'Étrange Festival Lyon 2009
L'Étrange Festival Lyon 2009 est la deuxième édition de L'Étrange Festival Lyon qui sera nommé Les Hallucinations collectives deux années plus tard.

## Déroulement et faits marquants
La deuxième édition du festival a eu lieu du mercredi 2 au mardi 7 avril 2009, le festival durant maintenant une semaine,,.
8 avant-premières, une thématique « Mauvais Gène » s’intéressant aux liens familiaux étranges et un focus sur le cinéma de Jean-Louis Van Belle composent ce festival.
Le festival propose aussi un programme « hors salle » : un concert et une exposition.
Les projections sont effectuées dans la salle numéro 4 du cinéma Le Comœdia.

### Projections
| Titre                                                      | Réalisateur(s)                          | Année            | Pays             |
| Film d'ouverture                                           | Film d'ouverture                        | Film d'ouverture | Film d'ouverture |
| ---------------------------------------------------------- | --------------------------------------- | ---------------- | ---------------- |
| Paris by Night of the Living Dead (14 min 40 s)            | Gregory Morin                           | 2008             | France           |
| Midnight Meat Train                                        | Ryūhei Kitamura                         | 2008             | États-Unis       |
| Longs métrages en avant-premières                          |                                         |                  |                  |
| The Burrowers                                              | J. T. Petty                             | 2008             | États-Unis       |
| Climax                                                     | Frédéric Grousset                       | 2009             | France           |
| Hansel et Gretel                                           | Yim Pil-sung                            | 2007             | Corée du Sud     |
| Cold Prey (Fritt vilt)                                     | Roar Uthaug                             | 2006             | Norvège          |
| Cold Prey 2 (Fritt vilt II)                                | Mats Stenberg                           | 2008             | Norvège          |
| The Proposition                                            | John Hillcoat                           | 2005             | Australie        |
| Courts métrages en compétition                             |                                         |                  |                  |
| Saignant (13 min)                                          | Jean Noel Betzler                       | 2008             | France           |
| Accident sur la voie ferrée (15 min)                       | Cisko K.                                | 2008             | France           |
| Turbo 2008 (3 min)                                         | Guillaume Ballandras et Aurélien Durand | 2008             |                  |
| Rémy (7 min)                                               | Christophe Berthemin et Romain Basset   | 2008             | France           |
| Loin de tout (15 min)                                      | Pascal Marc                             | 2008             | France           |
| Le parasol (8 min)                                         | Joyce A Nashawati                       | 2008             | France           |
| L’avant dernier repas (9 min)                              | Julien Lefer                            | 2008             | France           |
| Cold Blood (Sangue Frio, 11 min)                           | Patrick Mendes                          | 2009             |                  |
| Danse macabre (8 min 30 s)                                 | Pedro Pires                             | 2008             | Canada           |
| Next Floor (8 min 30 s)                                    | Denis Villeneuve                        | 2008             | Canada           |
| Do (12 min)                                                | Pauline Pallier                         | 2008             |                  |
| Baby boom (8 min)                                          | Thierry Lorenzi                         | 2008             | France           |
| Mauvais gènes                                              |                                         |                  |                  |
| Leolo                                                      | Jean-Claude Lauzon                      | 1992             | Canada           |
| Le Bonheur a encore frappé                                 | Jean-Luc Trotignon                      | 1984             | France           |
| Le Marché sexuel des filles (Maruhi : shikijô mesu ichiba) | Noboru Tanaka                           | 1974             | Japon            |
| Fume, c’est du (Van) Belle !                               |                                         |                  |                  |
| Les Singes font la grimace                                 | Jean-Louis Van Belle                    | 1972             | Belgique         |
| Perverse et Docile                                         | Jean-Louis Van Belle                    | 1970             | Belgique- France |
| Paris interdit                                             | Jean-Louis Van Belle                    | 1969             | Belgique         |
| Carte blanche à Mondo Macabro                              |                                         |                  |                  |
| Le Diabolique Docteur Z (Miss Muerte)                      | Jess Franco                             | 1966             | Espagne          |
| For Y’ur Height Only                                       | Eddie Nicart                            | 1979             | Philippines      |
| Séance (grands) enfants                                    |                                         |                  |                  |
| Les Contes de l'horloge magique                            | Ladislas Starewitch                     | 2003             | France           |
| Documentaire                                               |                                         |                  |                  |
| Docteur Gore                                               | Pauline Pallier                         | 2009             | France           |
| Film d'amour non simulé                                    |                                         |                  |                  |
| Dans la chaleur de Saint-Tropez                            | Gérard Kikoïne                          | 1982             | France           |
| Film de clôture                                            |                                         |                  |                  |
| Bronson                                                    | Nicolas Winding Refn                    | 2009             | Royaume-Uni      |

### Prix
- Grand prix courts métrages : Next Floor de Denis Villeneuve.